# ミロスラヴ・タニガ
ミロスラヴ・タニガ（セルビア語: Мирослав Тањга, ラテン文字転写: Miroslav Tanjga、1964年7月22日 - ）は、セルビア（旧ユーゴスラビア）の元サッカー選手、サッカー指導者。ポジションはディフェンダー。FKヴォイヴォディナ・ノヴィ・サド監督。

## 経歴
黄金期のレッドスター・ベオグラードの一員として1991年にインターコンチネンタルカップ 1991優勝を果たした。引退後は選手時代にFKヴォイヴォディナ・ノヴィ・サドでチームメイトだったシニシャ・ミハイロヴィッチの下でアシスタントコーチを務めた。
2025年3月3日、ヴォイヴォディナの監督に就任した。

## タイトル

### レッドスター・ベオグラード
- ユーゴスラビア・プルヴァ・リーガ：1991-92
- インターコンチネンタルカップ：1991